# Championnats d'Europe de judo 2007
Navigation
Édition précédente Édition suivante
Les championnats d'Europe de judo 2007 se sont déroulés à Belgrade, en Serbie. Les épreuves en « toutes catégories » ont été disputées le 1er décembre de la même année, à Varsovie, en Pologne. Tandis que la compétition par équipes a été organisée à Minsk, en Biélorussie le 26 octobre  (voir articles connexes).

## Résultats

### Hommes
| Catégorie | Or                | Argent             | Bronze                                |
| --------- | ----------------- | ------------------ | ------------------------------------- |
| -60 kg    | Ruslan Kishmakhov | Hovhannes Davtyan  | Nestor Khergiani Gal Yekutiel         |
| -66 kg    | Zaza Kedelashvili | Milos Mijalkovic   | Tomasz Adamiec Benjamin Darbelet      |
| -73 kg    | Salamu Mezhidov   | David Kevkhishvili | Georgi Georgiev Kanstantsin Siamionau |
| -81 kg    | Robert Krawczyk   | Siarhei Shundzikau | Euan Burton Guillaume Elmont          |
| -90 kg    | Valentyn Grekov   | Irakli Tsirekidze  | David Alarza Roberto Meloni           |
| -100 kg   | Daniel Hadfi      | Ruslan Gasymov     | Frédéric Demontfaucon Ariel Zeevi     |
| +100 kg   | Teddy Riner       | Lasha Gujejiani    | Alexander Mikhaylin Andreas Tölzer    |

### Femmes
| Catégorie | Or                      | Argent            | Bronze                                    |
| --------- | ----------------------- | ----------------- | ----------------------------------------- |
| -48 kg    | Alina Alexandra Dumitru | Valentina Moscatt | Frédérique Jossinet Vanesa Arenas Comeron |
| -52 kg    | Telma Monteiro          | Audrey La Rizza   | Ilse Heylen Petra Nareks                  |
| -57 kg    | Isabel Fernandez        | Yvonne Boenisch   | Sabrina Filzmoser Kifayat Gasimova        |
| -63 kg    | Lucie Décosse           | Urška Žolnir      | Claudia Heill Anna von Harnier            |
| -70 kg    | Gévrise Émane           | Katarzyna Pilocik | Edith Bosch Maryna Pryshchepa             |
| -78 kg    | Stéphanie Possamaï      | Vera Moskalyuk    | Michelle Rogers Esther San Miguel         |
| +78 kg    | Anne-Sophie Mondière    | Carola Uilenhoed  | Tea Dongouzachvili Lucija Polavder        |

## Tableau des médailles
| Rang | Nation      | Or | Argent | Bronze | Total |
| ---- | ----------- | -- | ------ | ------ | ----- |
| 1    | France      | 5  | 1      | 3      | 9     |
| 2    | Russie      | 2  | 2      | 2      | 6     |
| 3    | Géorgie     | 1  | 3      | 1      | 5     |
| 4    | Pologne     | 1  | 1      | 1      | 3     |
| 5    | Espagne     | 1  | 0      | 3      | 4     |
| 6    | Ukraine     | 1  | 0      | 1      | 2     |
| 7    | Hongrie     | 1  | 0      | 0      | 1     |
| -    | Portugal    | 1  | 0      | 0      | 1     |
| -    | Roumanie    | 1  | 0      | 0      | 1     |
| 10   | Allemagne   | 0  | 1      | 2      | 3     |
| -    | Pays-Bas    | 0  | 1      | 2      | 3     |
| -    | Slovénie    | 0  | 1      | 2      | 3     |
| 13   | Biélorussie | 0  | 1      | 1      | 2     |
| -    | Italie      | 0  | 1      | 1      | 2     |
| 15   | Arménie     | 0  | 1      | 0      | 1     |
| -    | Serbie      | 0  | 1      | 0      | 1     |
| 17   | Autriche    | 0  | 0      | 2      | 2     |
| -    | Royaume-Uni | 0  | 0      | 2      | 2     |
| -    | Israël      | 0  | 0      | 2      | 2     |
| 20   | Azerbaïdjan | 0  | 0      | 1      | 1     |
| -    | Belgique    | 0  | 0      | 1      | 1     |
| -    | Bulgarie    | 0  | 0      | 1      | 1     |

## Sources
- Podiums complets sur le site JudoInside.com.

- Podiums complets sur le site alljudo.net.

- Podiums complets sur le site Les-Sports.info.